# Ondřej Kozák
Ondřej Kozák (* 20. August 1987 in Rakovník, Tschechoslowakei) ist ein tschechisch-neuseeländischer Eishockeyspieler, der seit 2017 erneut beim Botany Swarm in der New Zealand Ice Hockey League spielt.

## Karriere
Ondřej Kozák, der aus der tschechischen Region Mittelböhmen stammt, begann seine Karriere beim HC Rakovník in seiner Geburtsstadt. Nachdem er die Juniorenmannschaften des Klubs durchlaufen hatte, debütierte er 2006 in der viertklassigen Krajska hokejova liga. Diese konnte er mit seinem Klub 2014 gewinnen. Im Anschluss wechselte er nach seinem Ausbildungsabschluss nach Neuseeland und begann dort in der Bauwirtschaft zu arbeiten. Nachdem er in der Spielzeit 2014 zwei Spiele für den Botany Swarm absolviert hatte, unterbrach seine Karriere. Seit 2017 spielt er erneut für den Swarm in der New Zealand Ice Hockey League.

### International
Nach seiner Einbürgerung spielte Kozák für die neuseeländische Nationalmannschaft erstmals bei der Weltmeisterschaft 2023 in der Division II teil. Auch 2024 spielt er in der Division II.

## Erfolge und Auszeichnungen
- 2014 Gewinn der Krajska hokejova liga mit dem HC Rakovník

## NZIHL-Statistik
(Stand: Ende der Saison 2023)